# 冠果忍冬
冠果忍冬（学名：Lonicera stephanocarpa）为忍冬科忍冬属的植物，为中国的特有植物。分布于中国大陆的四川、陕西、宁夏、甘肃等地，生长于海拔2,000米至3,200米的地区，一般生长在沟谷林中、山坡以及灌丛中，目前尚未由人工引种栽培。